# Station Vertaizon
Station Vertaizon is een spoorwegstation in de Franse gemeente Vertaizon.